# 루스 마사카게
루스 마사카게(일본어: 留守政景, 1549년 ~ 1607년 2월 28일)는 일본 센고쿠 시대, 에도 시대의 인물이다. 루스 가문의 18대 당주이며, 미즈사와 다테 가문의 초대 당주이다. 에도 시대 이후로는 다테 마사카게로도 불린다.
다테 가문의 15대 당주 다테 하루무네의 셋째 아들로 태어났다. 1567년, 루스 가문 일부 가신들의 요청과 하루무네의 정략으로 인하여 루스 아키무네의 양자가 되어, 아키무네가 반강제로 은거한 상태에서 루스 가문의 대를 잇게 되었다. 이에 루스 가문의 일족과 중신인 무라오카 가문, 아마루메 가문이 마사카게의 가독 계승에 반발하였으나, 마사카게는 이들을 진압하고 형 데루무네와 조카 마사무네를 보좌하여 각지의 전투에서 활약하며 본가의 세력 확대에 공헌하였다. 일족인 관계로 다테 가문 당주를 대신하여 총대장을 맡기도 하였다.
1588년 오사키 전투에 참여하였으나, 다테 가문의 가신이자 마사카게의 장인인 구로카와 하루우지가 배신하면서 패전을 겪었다. 1591년, 오다와라 전투에 참전하지 않은 탓에 가문의 영지를 몰수당하였고, 이후 다테 가문으로 돌아와 임진왜란 때 조선으로 출병하였고, 1600년, 세키가하라 전투에도 참전하여 모가미 가문을 구원하기 위해 우에스기 가문과 싸웠다. 이러한 공로로 성(姓)을 '루스'에서 '다테'로 되돌리는 것을 허락받았고, 1604년에는 마사무네로부터 이치노세키 2만 석 영지를 부여받아, 훗날의 미즈사와 다테 가문의 기초를 닦았다. 1607년 병사하였고, 맏아들 무네토시가 가독을 이었다.
| 전임 루스 아키무네 | 제18대 루스씨 당주 1567년 ~ 1591년 | 후임 루스 무네토시 |

| 전임 (루스 아키무네) | 제1대 미즈사와 다테 가문 당주 1604년 ~ 1607년 | 후임 다테 무네토시 |